# Saint-André-de-Corcy
Saint-André-de-Corcy es una comuna francesa del departamento de Ain, en la región de Auvernia-Ródano-Alpes.

## Demografía
| 666 | 650 | 731 | 780 | 900 | 2 131 | 2 547 | 3 101 | 2 926 |
| Para los censos de 1962 a 1999 la población legal corresponde a la población sin duplicidades (Fuente: INSEE [Consultar]) |     |     |     |     |       |       |       |       |